# Acidromodes saharae
Acidromodes saharae is een vlinder van de familie van de spanners (Geometridae). De wetenschappelijke naam van deze soort is voor het eerst voorgesteld als Acidaliastis saharae door Edward Parr Wiltshire in een publicatie uit 1985.
De soort komt voor in Algerije en Burkina Faso.